# インスタントブレイン
『インスタントブレイン』（INSTANT BRAIN）は、ケイブより2011年11月10日に発売されたXbox 360専用アドベンチャーゲームである。

## 概要
各章は発端編、捜査編、解決編から構成されており、ノベル形式で物語は進行する。
ゲームパッド以外にもKinectに対応しており、コントローラーを操作せずにプレイすることが可能。
今作はケイブ初のアドベンチャーゲームである。

## あらすじ
未来の東京下町でパパラッチをする原滝ゼンヤ。毎日、夢の中で一人の少女を目にしていた。
彼は『トップアイドルの黒い噂』を調べているうちに、夢の中の少女と同じ少女を撮影してしまう。
それは、彼の失われた記憶を取り戻す冒険の始まりに過ぎなかった。

## 事件簿
- 第1章「トップアイドル失踪事件」
- 第2章「アイドル連続殺人事件」
- 第3章「芸能事務所社長自殺事件」
- 第4章「数え唄殺人事件」
- 第5章「リニア鉄道爆破予告事件」
- 第6章「惨劇のオーディション」
- 第7章「？？？？？？？？」

## キャラクター

### メインキャラクター
原滝 ゼンヤ（ばらたき ぜんや）
声優：無し
本編の主人公。未来の東京でパパラッチをする銀髪の青年。
彼の持っているカメラ『エクスポージャー』は、他人の過去を写すことができる。また、モノや場所に過去の思念が宿っている場合でも撮影は可能。
6年前、アンドロイド・シーと『エクスポージャー』とともにゴミ捨て場に取り残されており、その時より古い記憶を失っている。
アンドロイド・シー（型式番号：H4667C）
声優：能登麻美子
ゼンヤとともにゴミ捨て場にいたメイド型ロボット。現在は彼にとってかけがえのない存在となっている。彼女自身の性能は非常に高い。
麝香 クロエ（じゃこう くろえ）
声優：沢城みゆき
民放テレビ局・CHANNEL∞（ちゃんねるめびうす）のプロデューサー。
八飛車 キリン（やつひしゃ きりん）
声優：釘宮理恵
凄腕の女子高生天才ハッカー。18歳。食いしん坊。
謹飾 ミクリ（きんしょく みくり）
声優：井上麻里奈
帝国首都警察捜査一課に所属する刑事。生真面目な性格。
王城 フーカ（おうじょう ふーか）
声優：たかはし智秋
帝国首都警察科学捜査班鑑に所属する女性鑑識官。京ことばを話すおっとりとした性格。男性アイドル好き。

### サブキャラクター
夢の中の少女
声優：花澤香菜
ゼンヤの夢に登場する少女。6年前の記憶を紐解くキーパーソン。
砂九羅 コシノ（さくら こしの）
声優：高橋あみか
大家さん。水川つよしのファン。
キリンの祖父
声優：不明（クレジット表記なし）
エクスポージャー用フィルムを扱う唯一の店『骨董八飛車』の店主。
現在は体調が悪く、店番を孫娘のキリンに頼んでいる。
愚湾 ヒューゴ（ぐわん ひゅーご）
声優：岡崎雅紘
オカマ。メゾン・ファルコンの住人。
江瀞 キズナ（えとろ きずな）
声優：南條愛乃
トップアイドル。
嵐板 ウオタ（らんばん おうた）
声優：間宮康弘
嵐板組の組長。
羽越葉 ビス（うえつば びす）
声優：野宮一範
江瀞キズナの大ファン。メゾン・ファルコンの住人。
曇（くもり）
声優：西口杏里沙
首都警察の婦警。アイドルになるのが夢だった。
警部（けいぶ）
声優：高橋あみか
首都警察の警部。ミクリ、フーカの上司。
MARNIアッカ（マルニアッカ）
声優：藤田咲
アイドルグループ・ヴィオラのメンバー。髪の毛が赤色。
MARNIフォーレ（まるにふぉーれ）
声優：藤田咲
アイドルグループ・ヴィオラのメンバー。髪の毛が緑色。
MARNIレフテ（まるにれふて）
声優：藤田咲
アイドルグループ・ヴィオラのメンバー。髪の毛が黃色。
空羅 セシル（くうら せしる）
声優：佐久間紅美
アイドルグループ・ヴィオラのマネージャー。
絵筆 ウィンディ（えふで うぃんでぃ）
声優：飯田奈保美
アイドルグループ・ヴィオラのメイク担当。
出洲間 カンサイ（ですま かんさい）
声優：菊池正美
アイドルグループ・ヴィオラのプロデューサー。
風呂木屋 ヨージ（ふろきや よーじ）
声優：松本忍
芸能プロダクション・レインボーフェザーの副社長。
孔雀 リズリサ（くじゃく りずりさ）
声優：水原薫
芸能プロダクション・レインボーフェザーの社長兼トップ女優。
普克 ザラ（ふかつ ざら）
声優：長瀬祐
孔雀リズリサの専属運転手。元ホスト。
ステファニー
声優：西明日香
新人アイドル、18歳。ハワイ育ち。スリーサイズは98・60・86。
果張 ネイル（かばり ねいる）
声優：森谷里美
芸能プロダクション・レインボーフェザーの雑用係。東北出身の為、訛りがある。
安部田 シシン（あべた ししん）
声優：無し
32歳、独身。税務局の課長補佐。
エヴァック
声優：新名彩乃
首都ホテルのコンシェルジュ。
黒札 アイ（くろふだ あい）
声優：森谷里美
人気番組『ゴーストハンター』のディレクター。元アイドル。
浅木 ソニア（あさぎ そにあ）
声優：篠宮沙弥
人気番組『ゴーストハンター』のレポーター。元アイドル。
団我 ジャイロウ（だんが じゃいろう）
声優：若林亮
人気番組『ゴーストハンター』のカメラマン。元戦場カメラマン。
茨 ミウ（いばら みう）
声優：新名彩乃
月輪島（つきのわじま）の住人。洋館に住んでいる。
セキト 呂重兵衛（せきと ろえべえ）
声優：上田燿司
月輪島の住人。茨家の家令。
蛇ノ目 ジュン（じゃのめ じゅん）
声優：田村健亮
月輪島の元島民。現在は呉で不動産業をしている。
華 カスミ（はな かすみ）
声優：飯田奈保美
リニア特急『黒豹』の車内販売員。訛りがある。
簿務武 ヨシユキ（ぼむぶ よしゆき）
声優：幸地真作
リニア特急『黒豹』の車掌。独身。ゲイ。
穴水 レイ（あなみず れい）
声優：五十嵐裕美
リニア特急『黒豹』の乗客。鉄道マニア。
瀬々里 ミチコ（せせざと みちこ）
声優：木下紗華
民放テレビ局・チャンネル∞のイベントプロデューサー。クロエとは対立関係にある。
 ???
声優：堀内賢雄
ケイト
声優：水原薫
夢の中の少女の母親。
シュバルリッツ・ロンゲーナ大佐
声優：大塚明夫
星団艦隊に所属する大佐。

## おまけゲーム
- 怒首領蜂

コントローラーパッド版とkinect操作版を実装。
ゲーム設定、キーコンフィグ、画面設定はなし。
- NIN2-BRAIN

ケイブ初の影絵忍者アクションゲーム「NIN2-JUMP」の体験版的存在。
全20ステージ構成。

## スタッフ
- 製作総指揮・プロデューサー：浅田誠
- ディレクター：佐玖間ルミエ
- チーフプログラム：瀬良俊彦
- サポートプログラム：井上雄二
- kinectプログラム：一村崇志
- キャラクターデザイン：いるまかみり
- サウンド：梅本竜、与猶啓至、WASi303、TECHNOuchi、樋口秀樹、守屋忠慶
- サウンドディレクション：高見龍、浅田誠
- シナリオ監修：佐玖間ルミエ、望月柚枝、果村なずな
- 方言監修：西田怜奈
- シナリオ：成田順、二条凛、渡邊大輔

## 主題歌
- オープニングテーマ:『SIGNAL』

作詞:原田謙太 / 作曲:寺園健二 / 編曲:Rey / 歌:Rey
- エンディングテーマ:『20110510』

作詞 / 作曲 / 編曲 / 歌:yozuca*

## 製品情報
- 通常版　7,140円（税込）　2011年11月10日[2]
- 初回限定版　9,450円（税込）　2011年11月10日[3]

オリジナルサントラCD（ゲーム中の楽曲を抜粋して収録）
設定資料集「INSTANT BRAIN ArtWorks」B6判24ページ
- ベスト版　2013年1月24日

## その他
- 音楽を担当した梅本竜は、本作の発売を前に他界しており遺作となっている。